# Adolfo Meyer
Adolfo Meyer fue un actor argentino de cine y teatro.

## Carrera
Meyer fue un primer actor de la escena nacional argentina que se destacó en algunos films de la época de oro cinematográfica. Compartió escena con colosas figuras como Floren Delbene, Fanny Navarro, Mercedes Simone, Aída Luz, Julio Traversa, Alberto Anchart, Malisa Zini, Augusto Codecá, Gloria Bayardo, Paulina Singerman, Alicia Vignoli, José Casamayor, Dolores Dardés, entre otros.

### Filmografía
- 1937: Palermo
- 1938: Con las alas rotas
- 1938: Kilómetro 111
- 1938: El diablo con faldas
- 1938: El viejo doctor
- 1939: Ambición
- 1939: Retazo
- 1940: El susto que Pérez se llevó
- 1940: Caprichosa y millonaria
- 1940: Los ojazos de mi negra
- 1941: La canción de los barrios
- 1941: El mejor papá del mundo
- 1941: En la luz de una estrella
- 1941: Volver a vivir
- 1953: La niña del gato
- 1954: Mujeres casadas
- 1955: Más allá del olvido
- 1955: Mercado de abasto
- 1957: Cinco gallinas y el cielo[2]

### Teatro
En teatro formó parte en 1925 de la "Compañía Argentina de Dramas, Cantos y Bailes Arturo Grecco", junto a actores como Pepito Petray, Alberto Parrilla, Francisco Sanguinetti, Ernesto Merlo, García Soriano, Sara Parrilla, Agustina Rafetto, Floricel Vidal, Norberto González, Luis Sandrini, Domingo Espíndola, Ramón García, Alberto Bastos y Humberto Scotti.